# Luc-la-Primaube

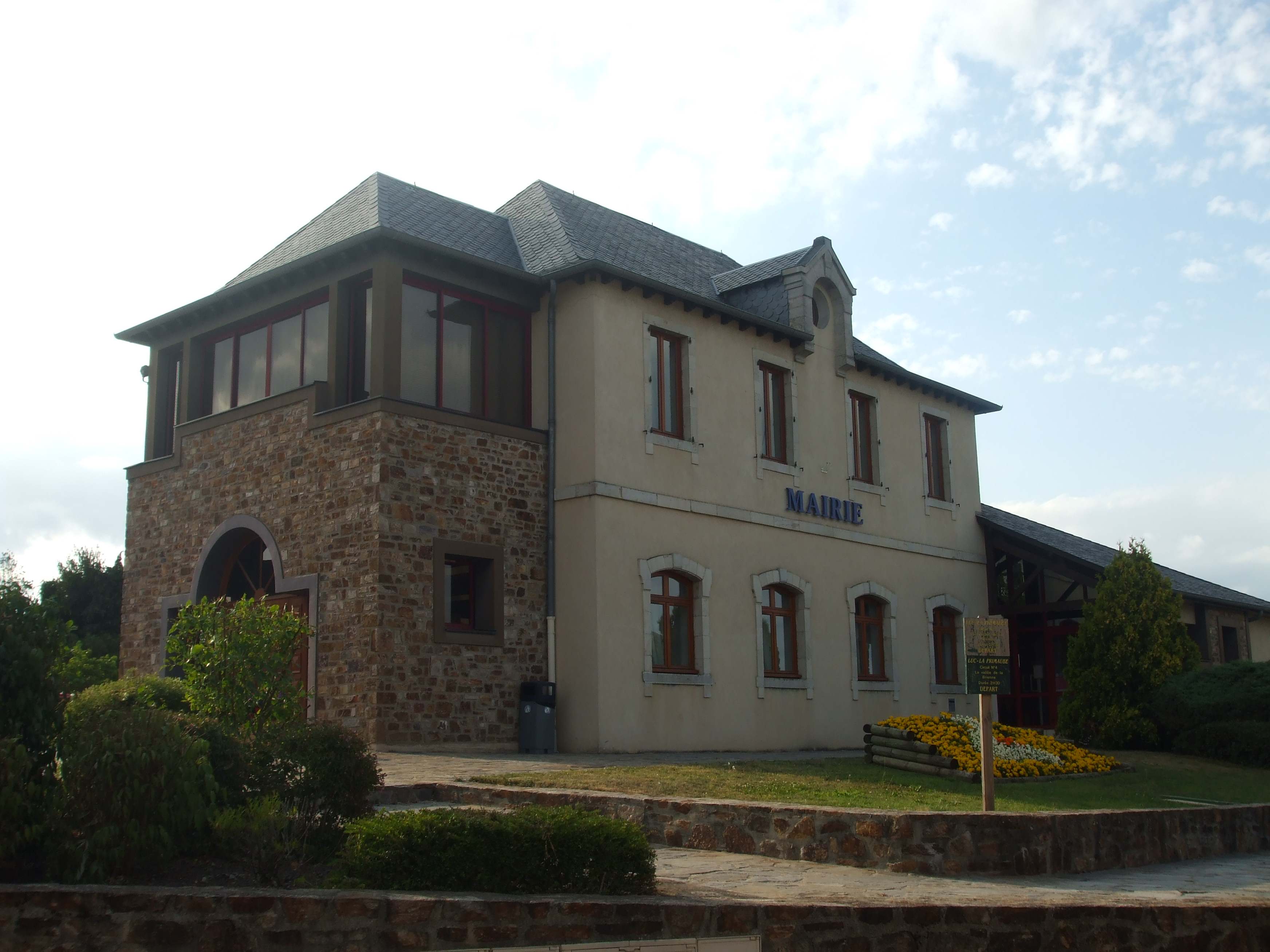

 Luc-la-Primaube  là một xã ở tỉnh Aveyron, thuộc vùng Occitanie ở miền nam nước Pháp.